# National Hockey League 2008-09
National Hockey League 2008/2009 var den 91. sæson i NHL. Grundspillet blev spillet i perioden fra oktober 2008 til begyndelsen af april 2009. Slutspillet om Stanley Cuppen blev afviklet i perioden april til juni 2009
Sæsonen indledtes med fire kampe i Europa hvor Ottawa Senators møder Pittsburgh Penguins i to kampe i Globen i Stockholm mens New York Rangers og Tampa Bay Lightning mødtes i to kampe i Tjekkiets hovedstad Prag.
Den 25. januar 2009 spilledes All Star-kampen i Bell Centre i Montreal, i anledning af Montreal Canadiens 100-årsjubilæum.
Den 29. maj 2008 meddelte TSN at Chicago Blackhawks vil møde Detroit Red Wings på en udendørs arena i januar 2009 på enten Wrigley Field eller Soldier Field i Chicago.[kilde mangler]